# Jofra Archer
Jofra Chioke Archer (* 1. April 1995 in Bridgetown, Barbados) ist ein englischer Cricketspieler, der seit 2019 für die englische Nationalmannschaft spielt.

## Kindheit und Ausbildung
Archer ist ein Sohn einer barbadischen Mutter und einem englischen Vater und wuchs in Barbados auf. Dort durchlief er das Cricketsystem und spielte 2013 für das U19-Nationalteam für die West Indies. Doch mehrere Rückenverletzungen warfen ihn zurück und er wurde in Barbados nicht weiter berücksichtigt. Daraufhin ging er nach England.

## Aktive Karriere

### Durchbruch im Nationalteam bei der Weltmeisterschaft
In England wurde Archer von Sussex aufgenommen. Dort gab er sein First-Class Debüt gegen die tourende pakistanische Mannschaft im Juli 2016. Jedoch galt zu diesem Zeitpunkt eine siebenjährige Residenzpflicht, bevor er für das englische Nationalteam spielberechtigt wäre. In der Saison 2017/18 wurde er für die Hobart Hurricanes in der australischen Big Bash League unter Vertrag genommen und in der Auktion für die Indian Premier League 2018 erzielte er ein Gebot von 1,125 Millionen US-Dollar von den Rajasthan Royals. Im November 2018 änderte der englische Verband die Qualifikationsregeln und passte sie den international üblichen drei Jahren an. Daraufhin gab er sein Debüt im Mai 2019 im ODI gegen Irland, woraufhin kurz darauf das Twenty20-Debüt gegen Pakistan folgte. Kurz darauf wurde er für das Team für den Cricket World Cup 2019 berufen. Hier konnte er in der Vorrunde fünf Mal drei Wickets erzielen. Gegen Südafrika gelangen ihm 3 Wickets für 27 Runs und gegen Bangladesch 3 Wickets für 29 Runs. In den folgenden Spielen konnte er dann gegen die West Indies (3/30), Afghanistan (3/52) und Sri Lanka (3/52) ebenfalls drei Wickets erreichen. Mit weiteren zwei Wickets (2/32) im Halbfinale gegen Australien half er England damit beim Gewinn des Weltmeistertitels. Im Finale gegen Neuseeland behielt er die Nerven, als er die entscheidenden Bälle im Super Over bowlte.
Nach dem Turnier wurde bekannt, dass er sich während diesem verletzt hatte und die zweite Hälfte des Turniers nur unter Schmerzmittel spielen konnte. Daraufhin wurde er für die Ashes Tour 2019 gegen Australien nominiert. Bei seinem Test-Debüt erzielte er drei Wickets (3/32), bevor ihm im dritten Spiel 6 Wickets für 45 Runs gelangen. In Spiel vier konnte er erneut drei Wickets (3/35) erreichen, bevor er die Serie mit erneuten sechs Wickets (6/62) abschloss, wofür er als Spieler des Spiels ausgezeichnet wurde. Als Konsequenz erhielt er einen zentralen Vertrag mit dem englischen Verband. Bei der Tour in Neuseeland im November wurde er während des ersten Tests von einem Zuschauer rassistisch beleidigt, was für große Wellen sorgte. Auch bowlte er in dem Spiel im ersten Innings 42 Over, was sorgen über seinen gesundheitlichen Zustand hervorrief. Im Dezember konnte er in Südafrika 5 Wickets für 102 Runs ime ersten Test erzielen, musste die Tour jedoch auf Grund von Ellenbogen-Beschwerden abbrechen.

### Verletzungen dominieren seine Karriere
Nach weiteren Untersuchungen wurde eine Stressfraktur im Ellenbogen festgestellt. Damit begann eine lange Phase, in der er immer wieder auf Grund von Verletzungen zurückfiel. Er wurde nach der Pause auf Grund der COVID-19-Pandemie in der Test-Serie gegen die West Indies eingesetzt und erreichte dort drei Wickets (3/45) im ersten Test. Jedoch brach er die strengen Quarantäne-Regelungen bei der Tour und musste daraufhin aussetzen. Im August folgte gegen Pakistan ein weiteres Mal drei Wickets (3/59). Er spielte im September gegen Australien in der ODI-Serie gegen Australien, wobei ihm zwei Mal drei Wickets (3/57 und 3/34) gelangen. Auch spielte er in der Indian Premier League 2020. Bei der Tour in Indien im Februar verletzte er sich erneut am Ellenbogen und verpasste teile der Test-Serie. In der Twenty20-Serie konnte er ein Mal drei (3/23) und ein Mal vier Wickets (4/33) erreichen. Auf die ODI-Serie verzichtete er jedoch daraufhin. Kurz darauf verletzte er sich an der Hand und musste an dieser operiert werden. Daraufhin verpasste er die Indian Premier League 2021.
Kaum wieder fit, musste er sich einer Ellenbogen-Operation unterziehen. Zwar spielte er dann einzelne Spiele im englischen nationalen Cricket für Sussex, aber eine erneute Stressfraktur am Ellenbogen ließ ihn erneut pausieren. Im Dezember erfolgte dann eine erneute Operation. Abermals begab er sich in die Rehabilitation, doch im Mai zog er sich eine Stressfraktur im Rücken zu und verpasste so die Saison 2022. Im Oktober konnte er dann wieder in den erweiterten Kader der Nationalmannschaft zurückkehren. Im Januar 2023 kam er bei der ODI-Serie in Südafrika wieder zum Einsatz und konnte im dritten Spiel der Serie 6 Wickets für 40 Runs erzielen. In Bangladesch folgte dann in den ODIs (3/35) und Twenty20s (3/13) je ein Mal drei Wickets erzielen. Doch musste er dann die Indian Premier League 2023 vorzeitig abbrechen um seine Rehabilitation zu gefährden. Kurz darauf fiel er auf Grund einer erneuten Ellenborgen-Verletzung für den Rest der Saison 2023 aus. Somit verpasste er den Kader für den Cricket World Cup 2023, wo er nur als mitreisende Reserve eingeplant wurde. Beim Training bei dem Turnier erfuhr er einen Rückschlag in der Rehabilitation und musste abermals aussetzen. Er wurde dann für den ICC Men’s T20 World Cup 2024 nominiert, auch wenn er davor ein jahr kein professionelles Spiel mehr absolviert hatte.